# Wolter Hendrik Hofstede (1725-1796)

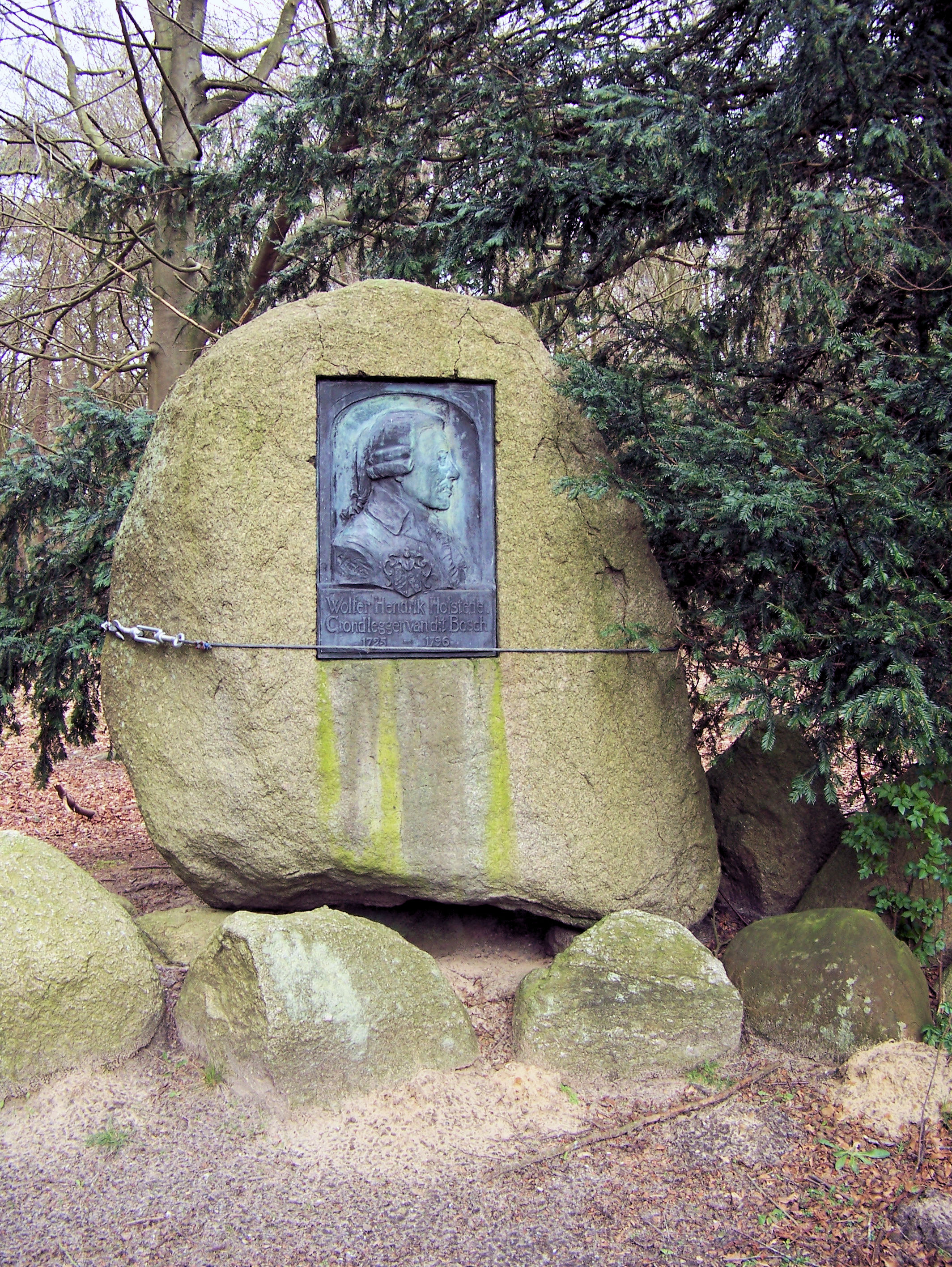
Hofstedemonument (1939)

Wolter Hendrik Hofstede (gedoopt Groningen, 16 oktober 1725 – Assen, 15 mei 1796) was een Nederlands bestuurder.
Hofstede werd geboren aan de Schoolholm in Groningen als zoon van predikant Johannes Hofstede en diens vrouw Maria Abbrinck. Hij werd gedoopt in de Martinikerk in de stad. Hofstede diende aanvankelijk als luitenant in het leger. In 1750 trouwde hij met de uit Naarden afkomstige Maria Cos (1731-1796). In 1755 was hij gelegerd in Doornik waar zijn oudste zoon Petrus Hofstede werd geboren. Zijn zuster Rolina Johanna was getrouwd met de ontvanger-generaal van Drenthe Johannes van Lier.
In 1757 werd hij benoemd tot Eerste Klerk van de Landschap Drenthe. In 1784 werd Hofstede secretaris van Drenthe, terwijl hij als klerk werd opgevolgd door zijn zoon Petrus Hofstede die later de eerste Gouverneur van Drenthe zou worden. Daarnaast was Hofstede rentmeester (1763) en administrateur (1774) van vaart en venen. Hij zorgde onder meer voor de verbetering van de Smildervaart, de latere Drentsche Hoofdvaart.

## Asserbos
Toen Hofstede zich in Assen vestigde, was het oorspronkelijke Asserbos nagenoeg verdwenen. Hij kwam met een plan waarbij het gebied opnieuw werd ingericht met onder andere een wandelgebied in de vorm van een sterrenbos. Tussen 1765 en 1784 werd een oppervlakte van meer dan 100 hectare opnieuw aangeplant. Hofstede kan daarmee worden beschouwd als de grondlegger van het huidige Asserbos. Aan de Rode Heklaan in 'zijn' Asserbos, staat sinds 1939 het Hofstedemonument. De bronzen plaquette op de zwerfsteen werd gemaakt door Johan Keller.